# Дом Руокко (Таганрог)
Дом  Руокко — двухэтажное здание в городе Таганроге Ростовской области. Жильцы дома были связаны с семьей писателя А. П. Чехова.
Адрес:  г. Таганрог, ул. Греческая, 100.

## История
Двухэтажное угловое здание в городе Таганроге по ул. Греческая, 100 было построено в 3-й четверти 19 века. К настоящему времени здание перестроено, по улице Греческой улицы оно раньше разделялось на равные части арочными воротами, через которые был вход во внутренний двор. До середины 1880-х годов здание принадлежало купцу Константину Муссури, затем оно было продано итальянско-подданному Давиду Януарьевичу Руокко.
Давид Януарьевич был родом из Италии, обладал хорошим музыкальным слухом, играл на нескольких музыкальных инструментах, давал уроки музыки в богатых таганрогских семьях, был руководителем оркестра в таганрогском городском саду.
В Таганроге Давид Януарьевич обучил игре на скрипке своего сына Евгения, который позже обручился со старшей дочерью друга А. П. Чехова — Евгенией Дмитриевной Савельевой. 26 августа 1914 года у них родилась дочь Людмила. На время гастролей в доме Руокко в разное время останавливались гастролирующие в городе артисты. Отец писателя,   Павел Егорович Чехов (1825—1898), приглашал Давида Януарьевича для обучения игре на скрипке своего сына Николая, который имел музыкальные способности.
С 1910-х годов хозяином дома был дворянин Николай Иванович Демин, его супруга Александра Васильевна 20 ноября 1910 года в 42 года скончалась от болезни сердца. При доме семья Деминых держала оранжерею и цветочный магазин.
В 1912 году в доме арендовала квартиру семья Ветлицких. Глава семьи,  Вадим Иванович Ветлицкий, имел чин коллежского советника. Снимал здесь квартиру также преподаватель географии Таганрогского коммерческого училища Валентин Самойлович Исакович.
В настоящее время это жилой дом.